# Herbert I van Maine
Herbert I van Maine, bijgenaamd de hondenwekker (ca. 990 - 1036) was graaf van Maine, zoon en opvolger van Hugo III van Maine. Zijn bijnaam kan verband houden met het feit dat hij 's morgens vroeg opstond om te gaan jagen of op het feit dat hij voortdurend waakzaam moest zijn voor mogelijke aanvallen van Anjou.
Zijn vader, die een verbond had gesloten met de graaf van Blois, had de ondergeschiktheid aan Fulco III van Anjou moeten erkennen en vanaf het begin van zijn bestuur in 1015 was Herbert gedwongen Fulco te helpen in diens strijd tegen Odo II van Blois. In 1016 had Odo Fulco vrijwel verslagen in de slag van Pontlevoy maar werd Odo uiteindelijk toch verslagen toen Herbert Fulco te hulp kwam. Na deze belangrijke gebeurtenis deed Herbert een schenking aan Saint-Pierre-de-la-Cour te Le Mans (stad). Hierna begon Herbert aan een politiek om zijn positie te versterken. Hij sloeg een eigen munt, wees gronden toe aan zijn getrouwen en liet hen toe versterkingen op te trekken. Hij verving de bisschop van Le Mans door eigen neef Gervais van Château-du-Loir. Nadat de verdediging van Maine zo afdoende was georganiseerd, deed hij een beroep op de graven van Rennes en van Blois om op te trekken tegen Anjou en tegen Frankrijk. Tijdens een onderhoud in Saintes in 1025 werd Herbert echter gevangengenomen door Fulco van Anjou. Na twee jaar gevangenschap erkende hij Fulco als zijn heer en werd vrijgelaten. 
Herbert was de vader van:
- Hugo IV (-1051)
- Gersenda, gehuwd met Theobald III van Blois en met Albert Azzo II van Este en zo de moeder van Hugo V van Este, minnares van Godfried van Mayenne
- Paula, gehuwd met Jan van Beaugency, en zo de moeder van Eli van Beaugency.
- Biota, gehuwd met graaf Wouter van Vexin en Amiens. Wouter en Biota werden in 1063 gevangengenomen door Willem de Veroveraar en stierven in gevangenschap door vergiftiging.